# 넬 시프먼

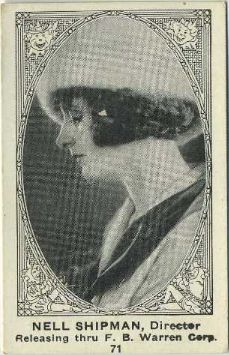

넬 시프먼(영어: Nell Shipman, 1892년 10월 25일 ~ 1970년 1월 23일)은 캐나다의 배우, 각본가이다.
빅토리아에서 태어났다.

## 영화
- One Hundred Years of Mormonism (1913년)
- Under the Crescent (1915년)
- 더 그러브 스테이크 (The Grub Stake, 1923년)
- 윙스 인 더 다크 (Wings in the Dark, 1935년)